# Spaniens Grand Prix 2005
Spaniens Grand Prix 2005 var det femte av 19 lopp ingående i formel 1-VM 2005.

## Resultat
1. Kimi Räikkönen, McLaren-Mercedes, 10 poäng
2. Fernando Alonso, Renault, 8
3. Jarno Trulli, Toyota, 6
4. Ralf Schumacher, Toyota, 5
5. Giancarlo Fisichella, Renault, 4
6. Mark Webber, Williams-BMW, 3
7. Juan Pablo Montoya, McLaren-Mercedes, 2
8. David Coulthard, Red Bull-Cosworth, 1
9. Rubens Barrichello, Ferrari
10. Nick Heidfeld, Williams-BMW
11. Felipe Massa, Sauber-Petronas
12. Tiago Monteiro, Jordan-Toyota
13. Narain Karthikeyan, Jordan-Toyota

### Förare som bröt loppet
- Jacques Villeneuve, Sauber-Petronas (51, motor)
- Michael Schumacher, Ferrari (46, punktering vänster framdäck)
- Christijan Albers, Minardi-Cosworth (19, växellåda)
- Patrick Friesacher, Minardi-Cosworth (11, snurrade av)
- Vitantonio Liuzzi, Red Bull-Cosworth (9, snurrade av)

### Avstängda förare
- Jenson Button, BAR-Honda
- Takuma Sato, BAR-Honda

## VM-ställning
| Förarmästerskapet 1. Fernando Alonso, Renault, 44 2. Jarno Trulli, Toyota, 26 3. Kimi Räikkönen, McLaren-Mercedes, 17 | Konstruktörsmästerskapet 1. Renault, 58 2. Toyota, 40 3. McLaren-Mercedes, 37 |